# リリット・ユワンパーイ
『リリット・ユワンパーイ』（ลิลิตยวนพ่าย）はアユタヤ王朝・ラーマーティボーディー2世時代（1492年 - 1529年）の定型詩。
「ลิลิต（リリット）」とはリリット詩形のことで、「ยวน（ユワン）」とは「タイ・ユワン族（北タイ族）」のことで、「พ่าย（パーイ）」とは「敗れる」という意味である。アユタヤのトライローカナート王がユワン族の治めるランナータイ王朝（チエンマイ）をアユタヤ・ラーンナー戦争（1456年 - 1474年）で討伐し、戦勝を修めたときの様子などが描かれている。
リリット詩形（クローン詩形とラーイ詩形を用いた詩形）とされるが、ラーイ詩形を用いた箇所は2節しかなく、その他はすべてクローン詩形で書かれている。作品内ではサンスクリット＝パーリ語が多用され、荘厳な雰囲気を出している。一方で、サンスクリット＝パーリ語が多用されていることが文章を難解にさせており、古典文学の専門家でもこの文学の研究を避ける傾向にあるといわれる。
著者の名前は不明であるが、戦いの描写が詳細さや作品内でのサンスクリット＝パーリ語の借用語の多用などから、著者はボーロマトライローカナート時代に生きていた人物で、かつ非常に教養の高い人物であると考えられており、ラーマーティボーディー2世自身がその著者ではないかといわれることもある。
なお、リリット・ユワンパーイにおける記述はチエンマイ王統史やアユタヤ王統史などにも移入されており、歴史家の間では、アユタヤのラーンナータイ征伐（アユタヤ・ラーンナー戦争）の一次資料として扱われることもある。

## 脚註
1. ↑  พจนานุกรม ฉบับราชบัณฑิตยสถาน พ.ศ. 2542 (Dictionary of the Royal Academy 2542.)
2. ↑   ลิลิตยวนพ่าย (Lilit Yuan defeated.)